# Monclar-sur-Losse
Monclar-sur-Losse é uma comuna francesa na região administrativa de Occitânia, no departamento de Gers. Estende-se por uma área de 10,47 km². Em 2010 a comuna tinha 109 habitantes (densidade: 10,4 hab./km²).